# ماریا باریه‌نتوس
ماریا باریه‌نتوس (اسپانیایی: María Barrientos‎؛ ۱۰ مارس ۱۸۸۳ – ۸ اوت ۱۹۴۶) یک خواننده سوپرانوی اپرا اهل اسپانیا بود.
او نوازندگی پیانو و ویولن را در «هنرستان موسیقی» آموخت و سپس به فراگیری آواز نزدِ «فرانسیسکو بونه» پرداخت. نخستین اجرای حرفه‌ای او در سن ۱۵ سالگی و در نقش «اینس» در اپرای «بانوی آفریقایی» اثرِ «جاکومو مایربر» در سالن نمایش «تئاترو نوبه‌دادِس» در شهر بارسلون بود و پس از آن در کشورهای گوناگون اروپایی به اجرای برنامه پرداخت.
در آمریکا، نخستین اجرای او در تالار اپرای متروپولیتن نیویورک و در نقش اصلیِ اپرای لوچیا دی لامرمور اثرِ گائتانو دونیزتی بود که در ۳۱ ژانویه ۱۹۱۶ بر روی صحنه رفت.
صدای او را به زلالی و شفافیت یک سازِ موسیقی تشبیه کرده‌اند.